# Kathryn Kuhlman
 Kathryn Joanna Kuhlman (Concordia, 9 de maio de 1907 - Tulsa, 20 de fevereiro de 1976) foi uma pregadora e evangelista norte-americana. Ela acreditava em milagres e libertação através do poder do Espírito Santo, fazendo parte da ala pentecostal do cristianismo protestante.

## Biografia
Kuhlman foi ordenada Evangelista por uma congregação batista na Pensilvânia. Ela viajou extensivamente pelos Estados Unidos e em muitos outros países segurando "cruzadas de cura" através do Espirito Santo, entre as décadas de 1940 e 1970. Kuhlman teve um programa de televisão semanal nas décadas de 1960 e 1970 chamado I Believe In Miracles que foi transmitido a nível nacional. Ela também tinha um ministério de rádio nacional de 30 minutos de ensino da Bíblia e, com freqüência, apresentaria excertos de seus serviços de cura (música e mensagem). A fundação foi criada em 1954 e sua filial canadense em 1970. Para o último anos, ela apoiava o movimento nascente de Jesus, um interesse em Jesus entre jovens adolescentes anteriormente associados a drogas e a contracultura.
Em 1970, Kuhlman se mudou para Los Angeles, realizando serviços de cura para milhares de pessoas por dia. Ela tornou-se bem conhecida por seu "dom de cura", apesar de, como costumava notar, não ter treinamento teológico. Foi amiga do pioneiro da televisão Christian Robertson e fez aparições no programa emblemático da rede The 700 Club.

### Cura
Muitos relatos de curas foram publicadas em seus livros, que foram escritos por um "poder do céu", assinados pelo autor Jamie Buckingham da Flórida, incluindo sua autobiografia, que foi ditada em um hotel em Las Vegas. Buckingham também escreveu a biografia de Kuhlman que apresentou um relato sem verniz de sua vida. Cerca de dois milhões de pessoas relataram que foram curadas em suas reuniões ao longo dos anos.
Após uma irmandade de 1967 na Filadélfia, o Dr. William A. Nolen realizou um estudo de caso de 23 pessoas que alegaram ter sido curadas durante um dos seus serviços. A análise de Nolen de Kulhman veio para a crítica dos crentes. Lawrence Althouse, um médico, reclamou que Nolen tinha atendido apenas um dos serviços de Kuhlman e não acompanhou todos aqueles que alegaram ter sido curados lá. Dr. Richard Casdorph produziu um livro de evidências em apoio de curas milagrosas por Kuhlman. Hendrik van der Breggen, professor de filosofia cristã, argumentou em favor das reivindicações. O autor Craig Keener concluiu: "Ninguém afirma que todos foram curados, mas também é difícil contestar que ocorreram recuperações significativas, aparentemente em conjunto com a oração. Pode-se associar estas com a fé de Kathryn Kuhlman ou a dos suplicantes ou, como em alguns dos ensinamentos de Kuhlman, para a fé de ninguém, mas a evidência sugere que algumas pessoas foram curadas, mesmo de maneiras extraordinárias, concluindo sim que havia um poder do céu, nestas curas ".

### Morte
Em julho de 1975, seu médico diagnosticou-a com um choque de coração menor e ela teve uma recaída em novembro, em Los Angeles. Como resultado, ela passou por uma cirurgia em Tulsa, Oklahoma, da qual morreu em fevereiro de 1976. O corpo de Kathryn Kuhlman está sepultado no Forest Lawn Memorial Park Cemetery em Glendale, Califórnia. Uma placa em sua homenagem está localizada no principal parque da cidade em Concordia, Missouri, na Interstate Highway 70.
Ela deixou 267.500 dólares, a maior parte de sua propriedade, para três membros da família e vinte funcionários, não deixando parte de sua propriedade para a sua fundação. A Fundação Kathryn Kuhlman continuou, mas devido à falta de recursos, em 1982 encerrou suas atividades.

### Legado e controvérsias
Durante várias décadas, houve um debate sobre a autenticidade do ministério de Kathryn Kuhlman. Alguns sugeriram que ela era um profeta dos dias modernos que exercia o poder de Deus. O debate continua até hoje com muitos crentes, defendendo Kuhlman como uma precursora importante (incluindo proponentes da "Teologia da Prosperidade" e do "Cenário de Fé", como Benny Hinn), e com alguns apologistas cessacionistas cristãos.